# Deutsche Botschaft Bujumbura
Die Deutsche Botschaft Bujumbura ist die offizielle diplomatische Vertretung der Bundesrepublik Deutschland in der Republik Burundi.

## Lage und Gebäude
Die Botschaft befindet sich im Stadtzentrum von Bujumbura nahe der Botschaft Belgiens und nur 1,5 km von der Strandpromenade des Tanganjikasees entfernt. Die Anschrift lautet: 30, Avenue du 18 Septembre, Bujumbura.
Die Avenue du 18 Septembre ist eine Parallelstraße zur Route Nationale No. 3, die vom Dreiländereck mit der Demokratischen Republik Kongo (DRK) und Ruanda im Norden nahe der Grenze zur DRK nach Süden durch die Hauptstadt verläuft, um am Ufer des Tanganjikasees entlang im Süden die Grenze zu Tansania zu erreichen (250 km).

## Organisation
Es handelt sich bei der Botschaft um eine Kleinstvertretung. Die Bereiche Politik, Wirtschaft, Entwicklungszusammenarbeit und Kultur werden in der Botschaft bearbeitet. Der Bereich Konsularwesen wird von der Deutschen Botschaft Nairobi (Kenia) erledigt. Im Land ist auch die Deutsche Gesellschaft für Internationale Zusammenarbeit (GIZ) aktiv.

## Geschichte
Nachdem die belgische Kolonialmacht Burundi am 1. Juli 1962 in die Unabhängigkeit entlassen hatte, wurde am 24. Januar 1963 die Botschaft der Bundesrepublik Deutschland eröffnet. Am 15. November 1999 kam es wegen innerer Unruhen im Land zur Schließung der Botschaft; sie wurde am 30. August 2006 wieder eröffnet.
Die DDR nahm am 7. Dezember 1972 diplomatische Beziehungen mit Burundi auf. Von 1974 bis 1990 waren die Botschafter der DDR in Kinshasa und in Burundi doppelakkreditiert. d. h. es bestand keine eigentliche Botschaft der DDR in Bujumbura.